# Parafia św. Anny w Stryszawie
Parafia Świętej Anny w Stryszawie – parafia rzymskokatolicka w Stryszawie należąca do dekanatu Sucha Beskidzka archidiecezji krakowskiej.
Kościół neogotycki, jednonawowy, budowany z cegły, konsekrowany przez ówczesnego biskupa krakowskiego Jana Duklana Puzynę w 1897 roku Władze zaboru austriackiego zezwoliły na budowę kaplicy cmentarnej, jednakże upór stryszawian doprowadził ostatecznie do powstania parafialnego kościoła.
Świątynia powstała dzięki wzorowej organizacji Michała Trzopa, zwanego przez mieszkańców „Dziadkiem”. To dzięki niemu zorganizowano komitet budowy kościoła, rozmawiając najpierw z ówczesnym proboszczem Suchej Beskidzkiej oraz hr. Władysławem Branickim – właścicielem Dóbr Suskich. Był obecny w centrum budującego się marzenia wielu Stryszawian, a właściwie jego inicjatorem, począwszy od kwesty na budowę, która rozpoczęła się wiosną 1892 roku i wspierania oraz zachęty robotników do pracy, którzy poświęcili się całkowicie budowie, m.in. wożąc z okolic Wieliczki własnym transportem konnym ok. 150 tys. sztuk czerwonej cegły. Budowę kościoła zakończono w 1894 r. Trzop miał niezwykłą umiejętność doboru zdolnych architektów i artystów, którzy wyposażyli nowo powstałą świątynię. Tak powstały m.in. neogotyckie ołtarze znakomitego snycerza Stanisława Jarząbka z Kęt, czy organy piszczałkowe organmistrza Tomasza Falla ze Szczyrzyca. Dzięki temu wnętrze harmonijnie tworzy jednolitą całość.
W 1897 r. Trzop zorganizował wizytację biskupa Puzyny, który pochwalił mieszkańców za trud budowy, utworzył parafię i skierował tu pierwszego proboszcza.
Podczas budowy świątyni hrabina Anna Branicka-Tarnowska pomagała robotnikom przynosząc pożywienie, potrzebne rzeczy oraz wspierając pracujących. Rozmawiała z mieszkańcami, a ci mieli do niej wielkie zaufanie. Stała się wielką przyjaciółką parafian, którzy przy konsekracji świątyni postanowili aby to św. Anna była patronką kościoła i parafii.
W ołtarzu przedsoborowym znajduje się obraz przedstawiający św. Annę i Joachima trzymających na rękach Maryję Pannę. Kościół posiada boczną kaplicę św. Teresy od Dzieciątka Jezus, która w tamtych czasach doznawała szczególnej czci. Ołtarz ku czci świętej wykonany został przez miejscowego stolarza i rzeźbiarza – Ignacego Szklarczyka.
Na organach Tomasza Falla corocznie odbywają się koncerty organowe w ramach Beskidzkiego Festiwalu Muzyki Organowej i Kameralnej. Instrument pierwotnie 10 -głosowy został rozbudowany w latach 80/XX w. do 11 głosów.